# 马里乌什·斯恰乌卡
马里乌什·斯恰乌卡（波蘭語：Mariusz Strzałka，1959年3月27日—），波兰男子击剑运动员。他曾代表波兰、德国参加1980年和1996年夏季奥林匹克运动会击剑比赛，其中1980年奥运会获得一枚银牌。